# 張敏 (成化辛丑進士)
張敏（1449年—？），字志學，直隸徽州府祁門縣人，民籍，明朝政治人物。

## 生平
成化十三年（1477年）丁酉科應天府鄉試第六十二名舉人。成化十七年（1481年）中式辛丑科會試第二十八名，三甲第一百四十八名進士。

## 家族
曾祖張思忠；祖父張希用；父張文翰，母吳氏。具庆下。